# Колд-Бей (аэропорт)
Аэропорт Колд-Бей (англ. Cold Bay Airport), (ИАТА: CDB, ИКАО: PACD, FAA LID: CDB) — государственный гражданский аэропорт, расположенный в городе Колд-Бей), США. Аэропорт Колд-Бей является одним из главных аэропортов, обслуживающих коммерческое воздушное движение полуострова Аляска.
В настоящее время аэропорт используется регулярными грузовыми рейсами авиакомпаний Alaska Central Express и Evergreen International Airlines, а также в качестве аварийного и транзитного аэропорта для пассажирских рейсов через Тихий океан.
Аэропорт Колд-Бей является альтернативным местом для посадки космических челноков NASA Шаттл.
В Колд-Бей работает подразделение Национальной службы погоды, которая, в частности, дважды в день производит запуск метеорологических погодных зондов.

## Операционная деятельность
Аэропорт Колд-Бей располагается на высоте 29 метров над уровнем моря и эксплуатирует две взлётно-посадочные полосы:
- 14/32 размерами 3174 x 46 метров с асфальтовым покрытием;
- 8/26 размерами 1291 x 46 метров с бетонным покрытием[1].

Асфальтовая взлётно-посадочная полоса 14/32 была построена во время Второй мировой войны и в настоящее время занимает пятое место по длине среди ВПП аэропортов штата Аляска.
За период с 8 октября 2004 года по 8 октября 2005 года Аэропорт Колд-Бей обработал 3 794 операций взлётов и посадок самолётов (10 операций ежедневно). Из них 53 % пришлось на аэротакси, 34 % — на авиацию общего назначения, 9 % заняли регулярные рейсы и 4 % — рейсы военной авиации.